# Al-Massud Yússuf
Al-Màlik al-Massud Salah-ad-Din Yússuf ibn al-Kàmil ibn Àdil ibn Ayyub fou un príncep aiúbida que fou el darrer emir del Iemen d'aquesta dinastia del 1215 al 1229. Era net del sultà Al-Àdil I i fill d'Al-Kàmil ibn al-Àdil.
Després de conèixer l'enverinament d'al-Nasir Ayyub (1214), el seu avi el sultà al-Adil I el va enviar al Iemen, però mentre un cosí de nom Al-Muzaffar Sulayman s'havia fet reconèixer pels governadors i caps militars kurds i residia a Taizz. Yusuf era encara un adolescent amb poca experiència, però li va facilitar un exèrcit i diners i el va fer acompanyar per un ministre, conseller i general, amb el càrrec d'atabeg, l'eunuc Djamal al-Din Felay. Va arribar a Zabid el 2 de maig de 1215 i va enviar un delegat a Sulayman al que va oferir el govern de les terres altes a condició de reconèixer a Masud les planes. Però un dels governadors aiúbides, Badr al-Din Hasan al-Rasul, va convèncer Masud d'anar a Taizz i de forçar als soldats i servidors de Sulayman d'abandonar el servei d'aquest. Així ho va fer i abandonat per tots, Sulayman es va rendir. El 10 de juny de 1215 Masud va entrar a la fortalesa de Taizz i Sulayman fou enviat a Egipte.
El setembre del 1215 va enviar a l'atabeg Fazey a Sanaa per fer la guerra a l'imam Abd Allah. La guerra va durar fins que aquest darrer va morir el 20 d'abril de 1217; l'atabaeg al seu torn va morir poc després el 10 de juliol de 1217 al lloc de Khawlani, i fou enterrat a Sanaa el dia 18 de juliol. Masud Yusuf al saber la notícia de la mort del seu atabeg va anar a Sanaa on va entrar el 15 d'agost; el 16 de setembre entrava a Kawkaban. Un tractat de pau va seguir i l'octubre Masud Yusuf va retornar a Taizz deixant Sanaa. Diversos membres de la família rasúlida foren nomenats governadors a les principals províncies i Badr al-Din Hasan ibn Ali ibn Rasul va rebre el govern de Sanaa, Nur al-Din Umar ibn Ali ibn Rasul va rebre el país de Wasab i més tard fou nomenat governador de la Meca i estant allí, el 1222, va néixer el seu fill que va portar el nom de Muzaffar Yusuf i fou conegut com "el de la Meca". Uns mesos més tard Nur al-Din Umar va deixar el govern de la Meca i fou nomenat atabeg de Masud Yusuf, i aquest va emprendre un viatge a Egipte sortint de Zabid el 10 d'octubre de 1223. Nur al-Din va rebre el govern general amb títol equivalent a virrei, mentre Badr al-Din romania a Sanaa.
Llavors es va revoltar Yezum al-Sufi al Hakl, al país de Zabid, a les muntanyes dels Benu Muslim i al lloc anomenat Sahanmer; Nur al-Din va enviar contra ell a Rashid ibn Muzaffar ibn Harish. La batalla decisiva (1225), on va morir Rashid, fou guanyada pel rebel que més tard no obstant va acabar derrotat i obligat a fugir, i per un temps va passar d'un lloc a l'altra com a fugitiu.
A Sanaa, Badr al-Din es va enfrontar al xerif Izz al-Din Muhammad ibn Abd Allah, fill de l'imam, que havia reunit un exèrcit format per 2000 homes a peu i 700 cavallers que tenia per objectiu ocupar Sanaa. Justament d'aquesta ciutat Badr al-Din acabava de sortir en direcció a Dherwan (10 de juliol de 1226), on anava en ajut del seu germà Nur al-Din (després de la derrota inicial d'aquest davant Yezum al-Sufi). Badr al-Din va arribar a Dherwan l'endemà i al saber que les forces d'Izz al-Din amenaçaven Sanaa va retornar cap aquesta ciutat. Nur al-Din pel seu costat es va reunir amb ell i va marxar també cap a Sanaa. També van acudir Salim ibn Ali ibn Hatim i Ulwand ibn Bishr ibn Hatim des de Dhemermer i Arús. Les forces d'Izz al-Din es van aturar a Usr. La batalla es va lliurar en aquest lloc el 20 de juliol de 1226. Finalment Izz al-Din ferit per una sageta a l'ull, es va retirar cap a Thula i el seu exèrcit es va dispersar.
Quan Masud Yusuf va conèixer aquestos fets va retornar al Iemen i va entrar a Taizz el 20 de febrer de 1227. Després d'uns cinc mesos va anar a Djened i poc després va fer arrestar a alguns caps rasúlides: Badr al-Din Hasan ibn Ali ibn Rasul, Fakhr al-Din Abu Bakr ibn Ali ibn Rasul i Sharif al-Din Musa ibn Ali ibn Rasul. Tots foren empresonats. Es diu que Nur al-Din fou fet presoner per unes hores, però després l'emir, amb qui l'unia molta amistat, el va deixar lliure.
Masud Yusuf va anar llavors al país d'Hakl i el territori dels Banu Sayf que va sotmetre (novembre de 1227). Després de tres mesos a la fortalesa d'Hakl va retornar a Taizz. Poc temps després va decidir retornar a Egipte i va anar a Zabid i finalment va sortir del Iemen el febrer del 1229, per participar en les lluites entre aiúbides (amb la promesa de Damasc) i va deixar com atabeg i virrei a Nur al-Din Umar i com a governador de Sanaa a Nadjm al-Din Ahmed ibn Abu Zakariyya. Ja no va tornar doncs va morir de camí, a la Meca, probablement el 15 d'abril de 1229 encara que hi ha altres dates. El seu atabeg va iniciar la dinastia rasúlida (o rassúlida).
El seu esclau Husam al-Din Lulu va portar els seus béns i la seva família a Egipte.

## Font
- Ali ben al-Hasan al-Khazradji, The pearls-strings: a history of the Resuliyy dinasty of Yemen, traducció de Sir James W. Redhouse, Leyden i Londres, 1906